# Georg Hacke

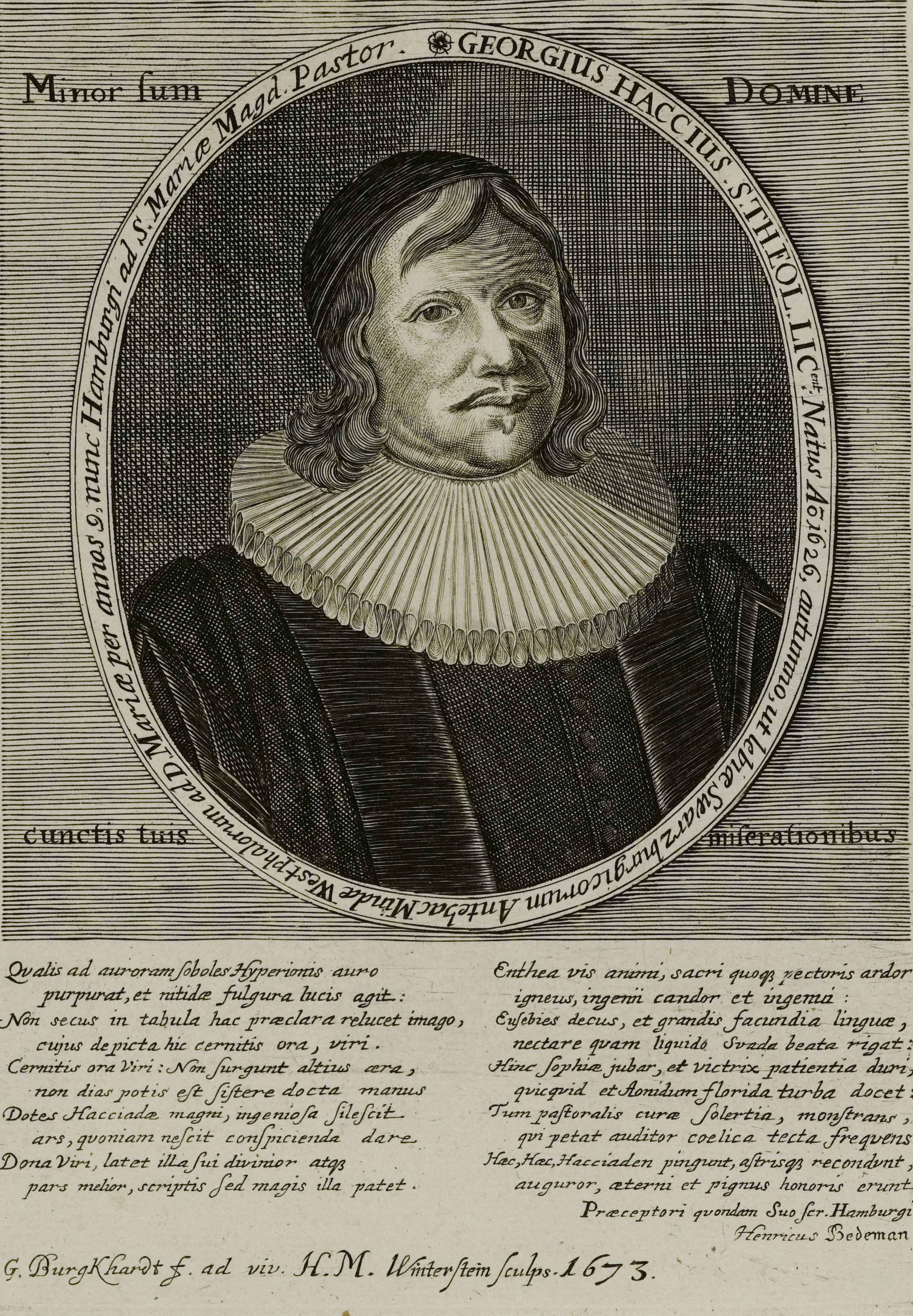
Georg Haccius, Kupferstich (1673)

Georg Hacke (auch latinisiert: Haccius, * 30. August 1626 in Uthleben; † 12. April 1684 in Hamburg) war ein deutscher lutherischer Theologe.

## Leben
Geboren als Sohn des Pastors Wilhelm Haccius (1593–1673), studierte er an der Universität Jena Theologie. Im Anschluss war er eine Zeit als Hauslehrer in Minden tätig und setzte seine Studien an der Universität Rostock fort. Haccius wurde 1648 Konrektor an der Schule in Minden und 1661 Pastor an der dortigen Marienkirche. 1666 erlangte er an der Universität Rinteln das Lizenziat der Theologie. Am 15. November 1669 wurde er als Pastor an der St. Marien-Magdalenenkirche in Hamburg gewählt und am 20. Dezember eingeführt. 1670 wurde er zugleich als Pastor am Spinn- und Zuchthaus ernannt. Durch die warme Empfehlung Abraham Calovs wählte man ihn am 7. März 1680 zum Hauptpastor an der St.-Michaelis-Kirche, wo er durch den höchsten hamburgischen evangelischen Kirchenvertreter, den Senior David Klug am 23. März eingeführt wurde.
Haccius musste sich in Hamburg mancher Anfechtung in eigenen Reihen erwehren. Man warf ihm sogar Schwärmerei vor, was in den Augen der lutherischen Orthodoxie der Ketzerei gleichkam. Erst mit einem Gutachten der theologischen Fakultät der Universität Kiel konnte er diese Unterstellung entkräften.
Am 15. Februar 1684 ernannte ihn der „Große Kurfürst“ Friedrich Wilhelm von Brandenburg zum Konsistorialrat in Minden. Jedoch konnte er in diesem Amt nicht mehr tätig werden, da er kurz darauf verstarb.
1654 hatte er sich in Minden mit Katharina Elisabeth Heise verehelicht. Aus dieser Ehe sollen 16 Kinder hervorgegangen sein.

## Werkauswahl
- Apologia 20. controversiarum & propositionum contra Pontificos
- Ergasterium Mosaicum.
- Deliciae Marianae oder Himmlische Seelenlust der Mutter Gottes Maria. 1665
- Geistlicher Blumengarten, bestehend in sechzehn wohlrichenden Gebetblümlein vor alle betenden Christen, sammt einem jungferlichen Würz-Gärtlein. Minden 1665
- Felix Sale Prophetico Jericho! Felix Hamburgum! Das Saltz zu Jericho… 1670
- Hiobische Postille, darinn auf alle sonn- und festtägliche Evangelien ein ähnlicher und merklicher Spruch aus dem Hiob erkläret ist. Hamburg 1674